# Grand Prairie Township (comté de Jefferson, Illinois)
Grand Prairie Township est un township du comté de Jefferson dans l'Illinois, aux États-Unis,.

## Source de la traduction
- (en) Cet article est partiellement ou en totalité issu de l’article de Wikipédia en anglais intitulé « Grand Prairie Township, Jefferson County, Illinois » (voir la liste des auteurs).